# Seitenstetten
Seitenstetten osztrák mezőváros Alsó-Ausztria Amstetteni járásában. 2023 januárjában 3425 lakosa volt. 

## Elhelyezkedése

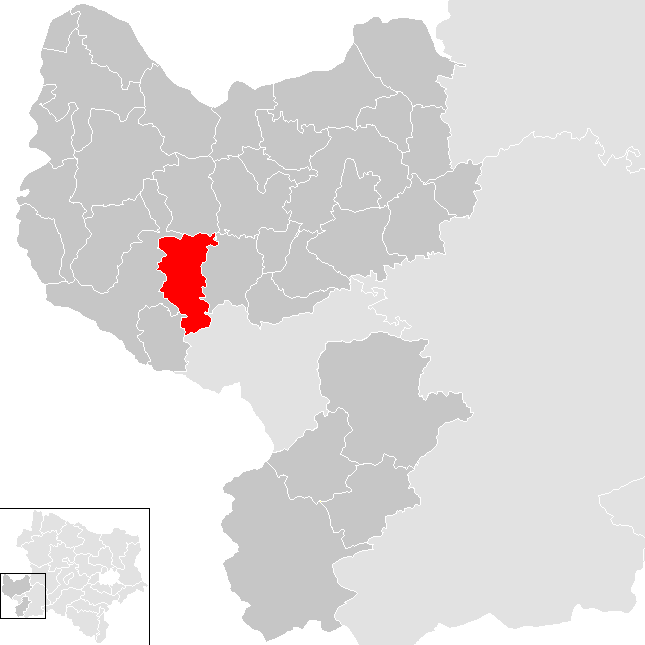
Seitenstetten az Amstetteni járásban

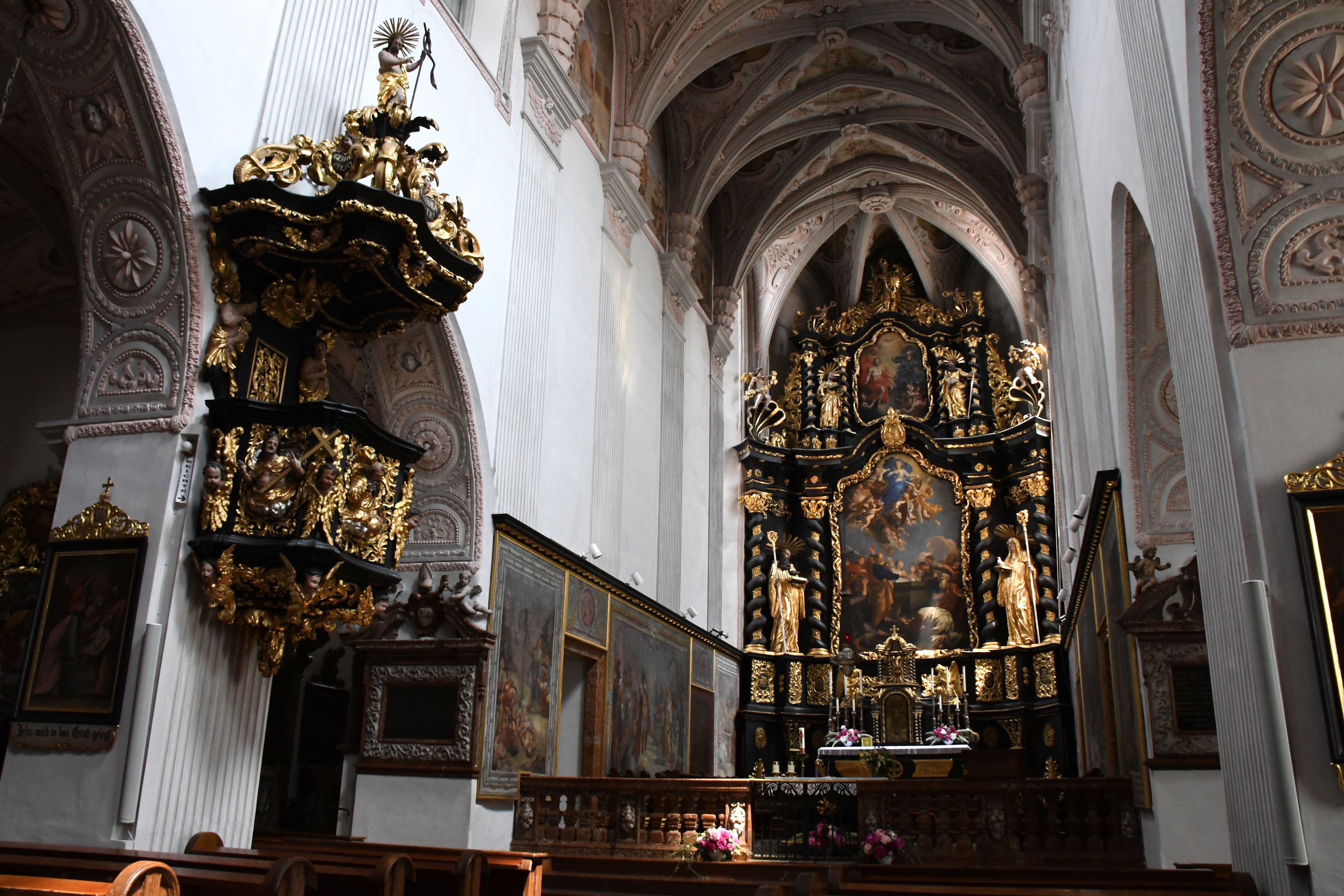
Az apátsági templom belső tere

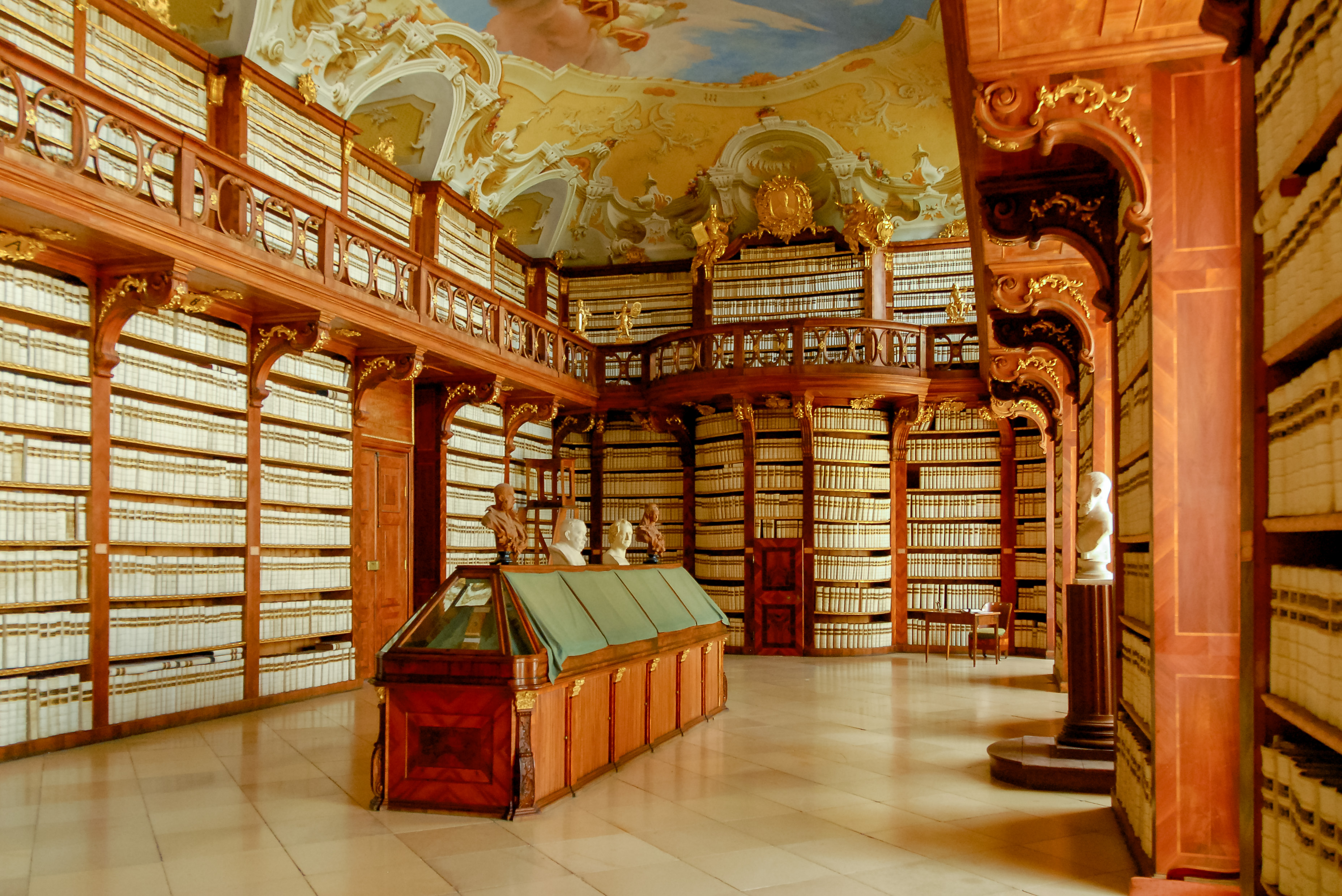
A kolostor könyvtára

Seitenstetten a tartomány Mostviertel régiójában fekszik a Trefflingfall folyó mentén. Területének 26,4%-a erdő, 62,6% áll mezőgazdasági művelés alatt. Az önkormányzathoz egyetlen település tartozik, melynek városrészei: Blümelsberg, Heiderhäuser, Hochstraß, Neudorf, Pöllausiedlung, Seitenstetten Dorf, Seitenstetten Markt, Treffling és Weidersdorf. 
A környező önkormányzatok: délnyugatra Ertl, nyugatra Sankt Peter in der Au, északra Wolfsbach, keletre Biberbach, délre Waidhofen an der Ybbs.

## Története
A seitenstetteni bencés apátságot 1112-ben alapították. 1185 körül Wichman magdeburgi érsek (I. Barbarossa Frigyes császár kancellárja) az Ybbsitz környéki családi birtokait odaadományozva jelentősen megerősítette a kolostor gazdasági hátterét. 1250 körül a kolostor fő épületei elpusztultak egy tűzvészben, alapításának évszázadából csak az ún. lovagkápolna maradt fenn. Az apátság a melki reformhoz való csatlakozást követően, 15. században, Johannes apát alatt élte virágkorát. Befejezték a gótikus templom építését, felépült a zarándokkápolna a Sonntagbergen és 1480-ban Seitenstetten és Ybbsitz falvakat az apát kérésére III. Frigyes császár mezővárosi rangra emelte. 
A reformáció után a mezőváros és a kolostor lakói, az apáttal egyetemben áttértek a protestáns vallásra. A katolikus restauráció után a 17. század második felében barokk stílusban átépítették az apátságot. 

## Lakosság
A seitenstetteni önkormányzat területén 2023 januárjában 3425 fő élt. A lakosságszám 1939 óta gyarapodó tendenciát mutat. 2020-ban az ittlakók 95,3%-a volt osztrák állampolgár; a külföldiek közül 0,9% a régi (2004 előtti), 2,1% az új EU-tagállamokból érkezett. 1,1% az egykori Jugoszlávia (Szlovénia és Horvátország nélkül) vagy Törökország, 0,6% egyéb országok polgára volt. 2001-ben a lakosok 95,4%-a római katolikusnak, 2,2% mohamedánnak, 1,3% pedig felekezeten kívülinek vallotta magát. Ugyanekkor 19 magyar élt a mezővárosban; a legnagyobb nemzetiségi csoportot a németeken kívül (97%) a bosnyákok alkották 1%-kal.
A népesség változása:
| Lakosok száma | 3172 | 3346 | 3394 |
|               | 2005 | 2016 | 2018 |

## Látnivalók
- a seitstetteni apátság
- a Szt. Vitus temetői kápolna

## Híres seitenstetteniek
- Heinrich Lammasch (1853–1920), politikus, a Monarchia utolsó miniszterelnöke

## Fordítás
- Ez a szócikk részben vagy egészben  a   Seitenstetten című német Wikipédia-szócikk ezen változatának fordításán alapul.  Az eredeti cikk szerkesztőit annak laptörténete sorolja fel. Ez a jelzés csupán a megfogalmazás eredetét és a szerzői jogokat jelzi, nem szolgál a cikkben szereplő információk forrásmegjelöléseként.